# Gustavo Rosales
Gustavo Rosales (, 26 de fevereiro de 1981) é um jogador de futebol de praia da selecção nacional mexicana. Actua como avançado. Joga atualmente no Monterrey Flash. [carece de fontes?]

## Palmarès
- Vice-campeão do Torneio de Qualificação da CONCACAF para o Campeonato do Mundo de Futebol de Praia FIFA 2007
- Vice-campeão do Campeonato do Mundo de Futebol de Praia FIFA 2007[1]
- Campeão do Torneio de Qualificação da CONCACAF para o Campeonato do Mundo de Futebol de Praia FIFA 2008